# Encefalopatia de Hashimoto
A encefalopatia de Hashimoto, também conhecida como encefalopatia responsiva a esteroides associada a tireoidite autoimune, é uma condição neurológica caracterizada pela encefalopatia, autoimunidade tireoidal e boa resposta aos corticosteroides. Associada à tireoidite de Hashimoto, foi descrita pela primeira vez em 1966, sendo, geralmente, referida como uma doença do sistema neuroendócrino, apesar do relacionamento da doença com o sistema endócrino ser controverso.
Até 2005, havia quase 200 relatos publicados sobre esta doença. Entre 1990 e 2000, 43 casos foram publicados. Desde então, a pesquisa se expandiu e vários casos estão sendo relatados por cientistas em todo o mundo, sugerindo que esta condição rara provavelmente não foi diagnosticada no passado. Mais de 100 artigos científicos sobre a encefalopatia de Hashimoto foram publicados entre 2000 e 2013.

## Sintomas
Os sintomas da doença incluem:
- Mudanças de personalidade
- Agressividade
- Comportamento delirante
- Problemas memória e de concentração
- Coma
- Desorientação
- Dores de cabeça
- Mioclonia (65% dos casos)
- Perda da coordenação motora (65% dos casos)
- Paralisia parcial do lado direito
- Psicose
- Epilepsia
- Problemas de sono
- Problemas de fala (80% dos casos)
- Estado de mal epiléptico (20% dos casos)
- Tremores (80% dos casos)